# Mohamed Fairuz Fauzy
Mohamed Fairuz Fauzy (Kuala Lumpur, Malasia; 24 de octubre de 1982) es un piloto de carreras malayo. Fue probador de la Fórmula 1 con Lotus Racing en 2010.

## Trayectoria

### Comienzos
Comienza su carrera en el karting en 1994 hasta 1999 año de entrada a la Fórmula Ford inglesa. Un año más tarde pasa a la Fórmula Renault inglesa donde disputa dos temporadas. En 2002 corre en Fórmula 3 para el equipo Goddard Racing terminando en el 9.º puesto al final del campeonato. Al año siguiente compite en Fórmula 3 británica con los equipos SYR y Promatecme ocupando el lugar 16 de pilotos. En la temporada 2004 de F3 británica es adquirido por los equipos P1 Motorsport y Menú F3 Motorsport sin buenos resultados terminó de 12 en la tabla de pilotos.

### GP2 Series
En 2005, Fauzy llega a la entonces nueva categoría del automovilismo la GP2 Series compitiendo para el equipo DAMS, pero no logra sumar ningún punto en esa temporada y queda el 24.º. La temporada 2006 de la GP2 trajo peores resultados para él, quedando en el puesto 25.º corriendo para la escudería Super Nova Racing. En ninguna de estas dos temporadas logró sumar puntos. En 2005, el malayo también representó el equipo nacional de Malasia en la A1 Grand Prix.
En 2011, Fauzy vuelve a la competición con Super Nova, donde tan sólo consigue 5 puntos en total.

### World Series by Renault
En 2007, Fairuz ingresa a la World Series by Renault con el equipo Cram by P1 Europe. En 2011, disputa 10 carreras con Mofaz Racing, consiguiendo terminar en el podio en 1 carrera, no puntuaría en ninguna más.

### Fórmula 1

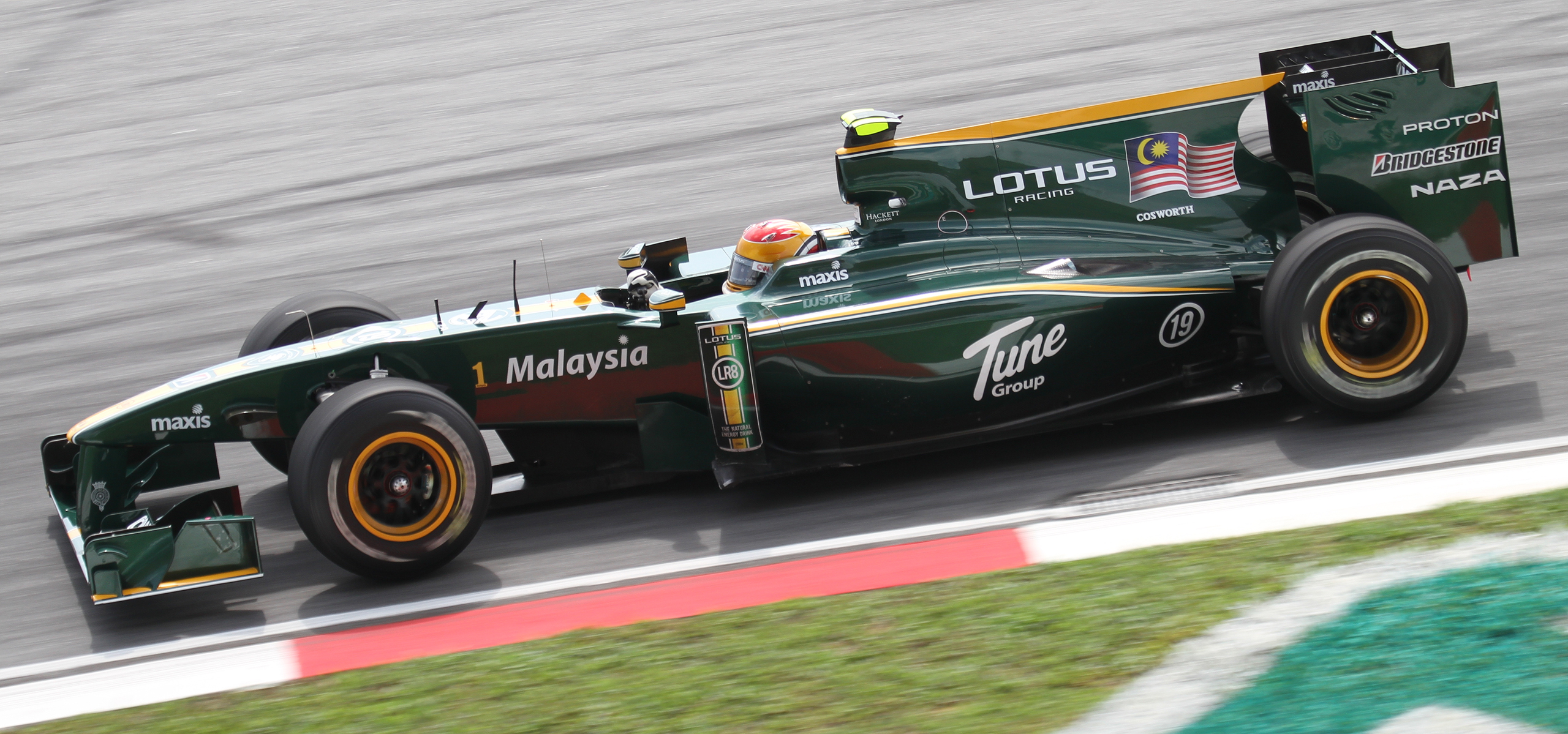
Fairuz Fauzy en las pruebas libres del Gran Premio de Malasia de 2010.

En 2007 es confirmado por la escudería Spyker F1 como piloto probador. En 2010, Fauzy se convierte en el piloto de pruebas de Lotus Racing, disputando en cinco ocasiones los entrenamientos libres de los viernes. En 2011, Fauzy pasa a ser el piloto de pruebas de Lotus Renault GP.

## Resultados

### GP2 Series
(Clave) (negrita indica pole position) (cursiva indica vuelta rápida puntuable)

| Año  | Escudería         | 1   | 1   | 2   | 2   | 3   | 3   | 4   | 4   | 5   | 5   | 6   | 6   | 7   | 7   | 8   | 8   | 9   | 9   | 10  | 10  | 11  | 11  | 12  | 12  | Pos. | Puntos | Ref.  |
| ---- | ----------------- | --- | --- | --- | --- | --- | --- | --- | --- | --- | --- | --- | --- | --- | --- | --- | --- | --- | --- | --- | --- | --- | --- | --- | --- | ---- | ------ | ----- |
| 2005 | DAMS              | IMO | IMO | BAR | BAR | MON | MON | NÜR | NÜR | MAG | MAG | SIL | SIL | HOC | HOC | BUD | BUD | EST | EST | MNZ | MNZ | SPA | SPA | SAK | SAK | 24.º | 0      | [ 1 ] |
| 2005 | DAMS              | 17† | 12  | 12  | 7   | Ret | Ret | 14  | 10  | 14  | 10  | Ret | Ret | Ret | 16  | Ret | 13  | Ret | 15  | 14  | 11  | 13  | 15  | 11  | 10  | 24.º | 0      | [ 1 ] |
| 2006 | Super Nova Racing | VAL | VAL | IMO | IMO | NÜR | NÜR | BAR | BAR | MON | MON | SIL | SIL | MAG | MAG | HOC | HOC | BUD | BUD | EST | EST | MNZ | MNZ |     |     | 24.º | 0      | [ 2 ] |
| 2006 | Super Nova Racing | 15  | 10  | Ret | 15  | 19  | 9   | Ret | 14  | 10  | 10  | 12  | 7   | Ret | 15  | 22  | 10  | 16  | Ret | Ret | Ret | 14  | 10  |     |     | 24.º | 0      | [ 2 ] |
| 2011 | Super Nova Racing | EST | EST | BAR | BAR | MON | MON | VAL | VAL | SIL | SIL | NÜR | NÜR | BUD | BUD | SPA | SPA | MNZ | MNZ |     |     |     |     |     |     | 18.º | 5      | [ 3 ] |
| 2011 | Super Nova Racing | 12  | 5   | 14  | 6   | 15† | 10  | 16  | 16  | 21  | 15  | 16  | 12  | Ret | Ret | 7   | 21  | 18  | Ret |     |     |     |     |     |     | 18.º | 5      | [ 3 ] |

### GP2 Asia Series
(Clave) (negrita indica pole position) (cursiva indica vuelta rápida puntuable)

| Año  | Escudería                | 1    | 1    | 2   | 2   | 3   | 3   | 4   | 4   | 5    | 5    | Pos. | Puntos | Ref.  |
| ---- | ------------------------ | ---- | ---- | --- | --- | --- | --- | --- | --- | ---- | ---- | ---- | ------ | ----- |
| 2008 | Super Nova International | YMC1 | YMC1 | SEN | SEN | KUA | KUA | SAK | SAK | YMC2 | YMC2 | 4.º  | 24     | [ 4 ] |
| 2008 | Super Nova International | 8    | 2    | 8   | 1   | 2   | 6   | Ret | Ret | 11   | 6    | 4.º  | 24     | [ 4 ] |
| 2011 | Super Nova Racing        | YMC  | YMC  | IMO | IMO |     |     |     |     |      |      | 14.º | 1      | [ 5 ] |
| 2011 | Super Nova Racing        | Ret  | 15   | 8   | Ret |     |     |     |     |      |      | 14.º | 1      | [ 5 ] |

### Fórmula 1
| Año  | Escudería    | 1   | 2   | 3      | 4   | 5   | 6   | 7   | 8   | 9   | 10     | 11     | 12  | 13  | 14  | 15     | 16  | 17  | 18  | 19     | Pos. | Puntos |
| ---- | ------------ | --- | --- | ------ | --- | --- | --- | --- | --- | --- | ------ | ------ | --- | --- | --- | ------ | --- | --- | --- | ------ | ---- | ------ |
| 2010 | Lotus Racing | BHR | AUS | MYS TD | CHN | ESP | MON | TUR | CAN | EUR | GBR TD | GER TD | HUN | BEL | ITA | SIN TD | JPN | RCO | BRA | ABU TD |      |        |